# Paryż-Roubaix 2010
108. edycja kolarskiego wyścigu Paryż-Roubaix odbyła się 11 kwietnia 2010 roku. Kolarze mieli do przejechania 259 km. Start wyścigu odbył się w Compiègne pod Paryżem a meta w Roubaix. Wyścig ukończyło 74 zawodników.
Zwyciężył Szwajcar Fabian Cancellara z grupy Team Saxo Bank, który wygrał ten wyścig po raz drugi (poprzednio w 2006 roku), zdecydował się na ucieczkę 49 km przed metą, gdy peleton wjechał na trudny odcinek trasy prowadzący po "kocich łbach", Szwajcar odjechał rywalom i samotnie dojechał do mety z przewagą 2 minut nad Norwegiem Thorem Hushovdem i Hiszpanem Juanem Antonio Flechą. W wyścigu startował jedyny Polak - Marcin Sapa z grupy Lampre, jednak nie ukończył.

## Wyniki[1]
| Lp | Zawodnik            | Państwo         | Drużyna            | Czas      |
| -- | ------------------- | --------------- | ------------------ | --------- |
| 1  | Fabian Cancellara   | Szwajcaria      | Team Saxo Bank     | 6h 35'10" |
| 2  | Thor Hushovd        | Norwegia        | Cervélo TestTeam   | + 2' 00"  |
| 3  | Juan Antonio Flecha | Hiszpania       | Team Sky           | + 2' 00"  |
| 4  | Roger Hammond       | Wielka Brytania | Cervélo TestTeam   | + 3' 14"  |
| 5  | Tom Boonen          | Belgia          | Quick Step         | + 3' 14"  |
| 6  | Bjorn Leukemans     | Belgia          | Vacansoleil        | + 3' 20"  |
| 7  | Filippo Pozzato     | Włochy          | Team Katusha       | + 3' 46"  |
| 8  | Leif Hoste          | Belgia          | Omega Pharma-Lotto | + 5' 16"  |
| 9  | Sebastien Hinault   | Francja         | Ag2r-La Mondiale   | + 6' 27"  |
| 10 | Hayden Roulston     | Nowa Zelandia   | Team HTC-Columbia  | + 6' 59"  |